# Albert Storrer
Albert Storrer, né à Gand le 30 janvier 1894 et mort à Ixelles le 28 mai 1977, est un ingénieur-architecte et fonctionnaire au ministère des Ponts et Chaussées belge, d'origine suisse. Il fut conservateur du palais de justice de Bruxelles.
Son père Charles Storrer, né à Schaffhouse en Suisse, était également ingénieur, sorti de l'École polytechnique fédérale de Zurich et spécialiste dans le domaine des chemins de fer.

## Biographie
Après des humanités à l'Athénée royal de Gand, Albert Storrer commence des études universitaires qu'il interrompt pour rejoindre l'armée dans le corps du génie le 17 juin 1914 et participer à la Grande Guerre. Il reprendra ses études après le conflit. Il devient ingénieur-architecte de l'université de Gand et entre comme fonctionnaire à l'administration des Ponts et Chaussées.
Combattant devant Dixmude, il est décoré de la croix du feu et la croix de guerre avec palmes.
Rappelé sous les drapeaux en 1939, Albert Storrer participa à nouveau au second conflit mondial comme major de réserve du génie. Il est fait prisonnier en 1940 lors de la bataille des 18 jours et est fait prisonnier en Allemagne où il reste durant six mois.

## Son œuvre architecturale

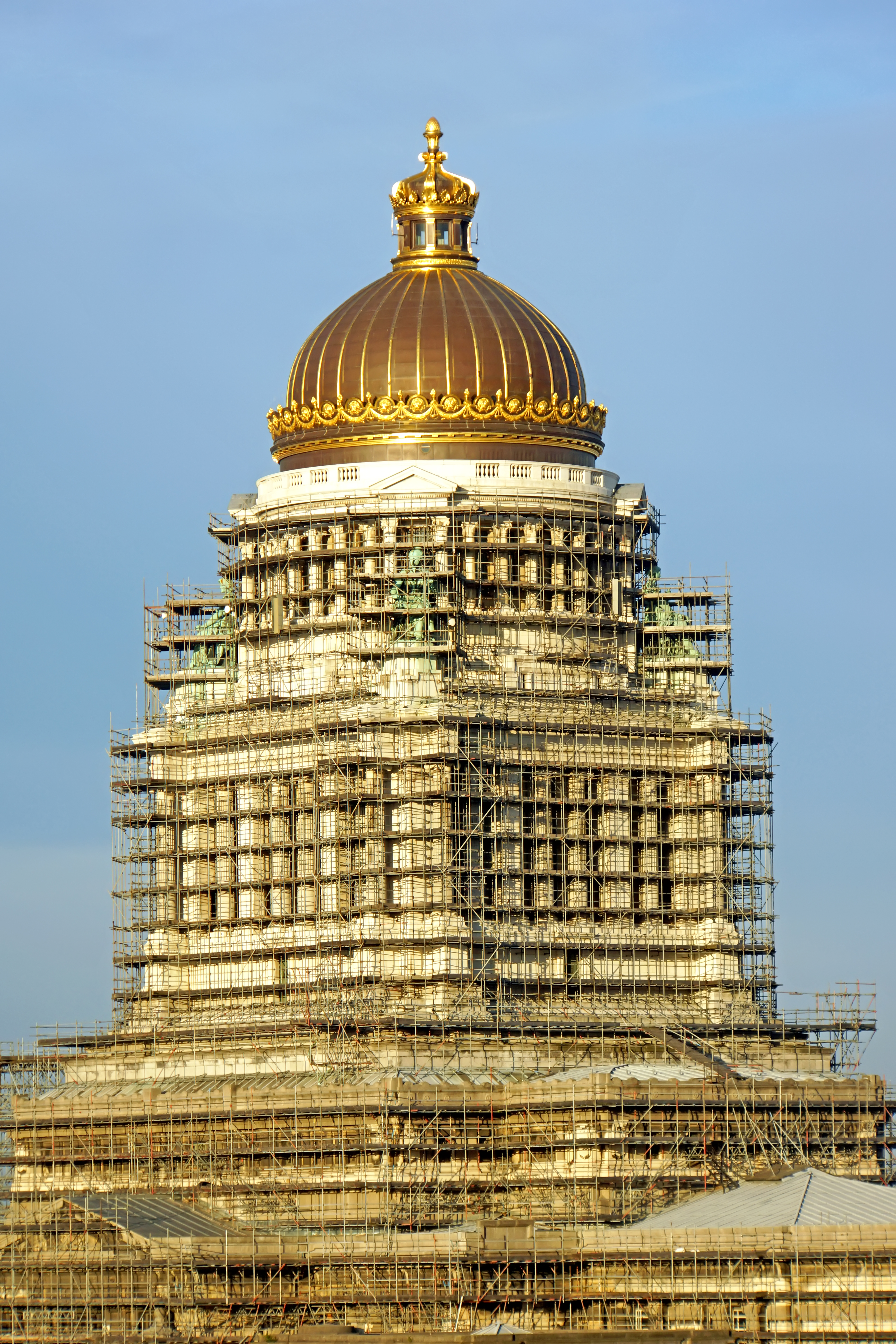
Nouvelle coupole surmontant le palais de justice de Bruxelles de Poelaert, réédifiée par l'ingénieur-architecte Albert Storrer après l'incendie de 1944.

Nommé en 1929 conservateur du palais de justice de Bruxelles, chef-d'œuvre de Joseph Poelaert, il se consacrera à ce bâtiment auquel il fera subir, dans un but de meilleure fonctionnalité, de nombreuses modifications internes tels que transformations de couloirs gigantesques en salles d'audience, agrandissements de salles pour les greffes ou les vestiaires à l'époque où ce bâtiment n'était pas encore classé au patrimoine.
Son nom reste attaché à la reconstruction du nouveau dôme couronnant le palais de justice de Poelaert qu'il réédifie selon des dimensions nouvelles après sa destruction totale lors de l'incendie du 3 septembre 1944 provoqué par les troupes allemandes en déroute.
Cette nouvelle coupole, conçue et mise en œuvre par Albert Storrer, est plus haute de 2, 50 mètre que le dôme original de Poelaert et donne de ce fait un aspect moins trapu à l'édifice.
Albert Storrer a également restauré la porte Saint-Benoît de l'abbaye d'Aywiers qui, ainsi que les bâtiments adjacents, sont la propriété de la famille Storrer.

## Vie privée
Albert Storrer épouse le 8 août 1922, Marie-Louise Courtois, une descendante de la famille Van Halen, apparentée à Don Juan Van Halen. Leur fille Anne-Marie Storrer est avocate et historienne, auteur d'une biographie de Don Juan Van Halen .